# والتر ألدن داير
والتر ألدن داير (بالإنجليزية: Walter Alden Dyer)‏ هو صحفي أمريكي، ولد في 10 أكتوبر 1878، وتوفي في 20 يونيو 1943.